# Propseudoasymmetrie

Allgemeines Beispiel eines propseudoasymmetrischen Moleküls: durch Ersatz eines Substituenten A durch einen anderen Substituenten gelangt man zu pseudoasymmetrischen Verbindungen

Propseudoasymmetrie (auch Propseudochiralität) ist eine klassifizierende Eigenschaft eines Moleküls aus der organischen Stereochemie. Dabei handelt es sich um einen Sonderfall der Prochiralität.
Propseudoasymmetrie tritt bei Verbindungen auf, die am Propseudoasymmetriezentrum zwei gleiche, achirale Substituenten sowie zwei enantiomorphe, chirale, aber zueinander spiegelbildliche Substituenten aufweisen. Wird einer der beiden gleichen achiralen Substituenten durch einen anderen Substituenten ersetzt, gelangt man zu pseudoasymmetrischen (pseudochiralen) Verbindungen.